# Dholpur

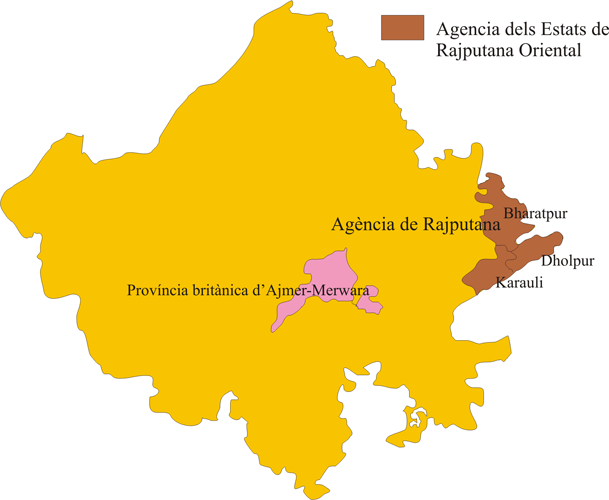
Dholpur dins l'agencia dels Estats de la Rajputana Oriental a l'Agència de Rajputana

Dholpur fou un principat de la Rajputana, agència dels Estats de Rajputana Oriental. La capital era Dholpur (ciutat). L'estat incloïa la ciutat de Nimrol, enclavada a Gwalior, amb 543 habitants el 1901.

## Geografia
La superfície era de 2.991 km².
Limitava al nord amb el districte d'Agra, al nord-oest amb Bharatpur, a l'oest amb Karauli i al sud i est amb Gwalior. El país és pla amb turons; una serralada corre des de la capital cap al sud-oest amb una altura màxima de 371 metres.
El riu Chambal corre del sud-oest al nord-est per la part sud i sud-est de l'estat i la seva comarca és anomenada el Dang; al nord-oest el riu Banganga (Utangan) creua l'estat pel nord en uns 64 km; el riu Panbati neix a l'estat de Karauli i circula per Dholpur durant 96 km fins a desaiguar al Banganga.
El clima és sec i ventós els mesos d'abril a juny.

## Població, religió
L'estat estava format per 543 pobles i llogarets (més Nimrol a Gwalior). La població era de 249.657 habitants el 1881, de 279.890 el 1891, i de 270.973 el 1901; la disminució al darrer cens fou causada per l'emigració durant la fam de 1896. La població el 1931 era de 254.986 habitants.
El 92% de la població era hindú i el 6% musulmans.
Les castes són els chamars (43.000, agricultors), els bramans (34.000 petits comerciants i pagesos), els kacchis o malis (22.500 indústries relacionades amb la pagesia), rajputs (22.000, pagesos i funcionaris) i gujars (21.000).

## Govern i administració
L'estat era administrat pels maharaj raja; durant la minoria del 1901 1 905 fou administrat per un oficial britànic anomenat superintendent, assistirt per cinc oficials: el recaptador i encarregat d'aduanes, el judicial i oficial de comptes, l'inspector general de tropes, l'enginyer d'estat i el nazim; estava sota l'autoriutat de l'agent polítics dels estats de Rajputana Oriental; el març de 1905 Ram Sing fou investit amb tots els poders.
L'estat estava format per l'estat mediatitzat de Sir Muttra i cinc tahsils (districtes):
- Gird
- Bari
- Baseri
- Kolari
- Rajakhera

Gird tenia capital a Dholpur i la resta de capitals portaven el mateix nom que el tahsil. Cada un dels tahsil tenia al front un tahsildar o governador (assistit per un naib-tahsildar, excepte a Gird que estava assistir per dos naib-tahsildars), i Sir Muttra un governador (assistit per un naib). Només hi havia tres ciutats: Dholpur (ciutat), Bari i Rajakhera, i la resta eren pobles.

## Justicia
La justicia inferior era a càrrec dels tahsildars; delictes més importants eran a càrrec del nazim al que podien ser també apel·lades les decisions dels tahsildars; delictes importants, i apel·lacions als judicis criminals del nazim passaven a l'oficial judicial (els judicis civils del nazim ja no podien ser apel·lats). Per damunt de tots hi havia una cort d'apelacio anomena Ijlas khas, presidida pel maharajà.

## Exèrcit i policia
L'exèrcit era més nombrós abans del 1905, data en què va quedar reduït a 1216 homes (183 de cavalleria, 994 d'infanteria i 39 d'artilleria). Disposada de 32 canons dels que en funcionaven 17.
La policia estava dividia en deu thanas o cercles, i la formaven 770 homes (cap a cavall), entre els quals 355 policies de poble anomenats chaukidars. El cap de la policia era el nazim, i els subcaps els tahsildars. La presó estava a Purani Chhaoni a 5 km a l'oest de la ciutat de Dholpur, però al començament del segle XX es va obrir una presó nova a la mateixa Dholpur, prop de l'estació (1903).

## Correus i moneda
L'estat disposava d'un servei postal intern fet pels anomenats harkaras. Estació de telegraf n'hi havia a la capital. Emissions de segells apareixen entre 1930 i 1945.
La moneda britànica hi va córrer des de la fundació de l'estat però a partir del 1857 es van crear monedes locals, rúpies de plata i mitges rúpies conegudes en conjunt com tamancha shahi, per la marca distintiva, una pistola (tamancha)

## Economia i comunicacions
El 74% de la població vivia de l'agricultura. Els productes principals eren el cotó, el blat i la mostassa; s'importava sal i sucre i tabac. Els intercanvis eren principalment amb el districte d'Agra i amb Gwalior. L'estat fou afectat per fams el 1868-1869, el 1877 i el 1896-1897.
Des del 1878 la secció de l'Índia Central del Gran ferrocarril de la península Índia travessà l'estat a la part oriental, de nord a sud (30 km). Tenia dos estacions, una a Dholpur i una a Mania; la línia creuava el Chambal per un pont de rajoles del país. La via fèrria d'Agra a Bombai corria uns 29 km per l'estat, La comunicació amb Gwalior és per ferris al riu Chambal, dels quals n'hi ha 16, amb estacions als anomenats ghats, sent el principal el de Rajghat a uns 5 km al sud de Dholpur (ciutat).
La pedra arenosa roija de Dholpur és molt apreciada per la construcció, ja que és de gra fi i fàcil de treballar i no es lamina; les pedreres principals eren a Narpura (7 km al nor-oest de la capital) i a Bari; al districte de Bari es trobava una mica de ferro i de coure, i mines de manganès.

## Història
Els rajputs tomara (tomwar) van governar Delhi del 792 al 1164 i van dominar Dholpur segons la tradició; la part occidental pertanyé als rajputs jadon de Karauli. Quan Muhammad de Ghor va posar fi al regne de Kanauj el 1194 els gúrides van ocupar els forts de Bayana i Gwalior que dominaven aquesta part del país.
El 1450 Dholpur tenia el seu propi raja o rao que el 1487 es va trobar amb el sultà Bahlol Lodi del que es va fer aliat i li va entregar un tribut. Vers el 1500 el nom del governant era Manik Deo, i lluitava contra els Lodi; Sikandar Lodi el va atacar, va conquerir Dholpur (1501) i va saquejar el país que fou entregat a Vinayak Deo, possible fill de Manik Deo, però el 1504 el comandament del fort de Dholpur fou transferit a un oficial del conqueridor.
La victòria de Baber a Khanua (1527) va donar el país als mogols encara que Dholpur en va quedar fora per un curt temps. Sota Akbar el Gran l'estat va formar part de la subah o província d'Agra i Dholpur va tenir governador imperials; el 1658 en la batalla de Samogarh entre els fills de Shah Djahan per l'imperi, Aurangzeb va obtenir la victòria i Rao Chhatarsal de Bundi va morir lluitant al costat de Dara.
A la mort d'Aurangzeb el 1707 va esclatar la lluita entre els seus fills Shah Alam (després Bahadur Shah I) i Azam Shah i la batalla decisiva, en la que el segon va morir, es va lliurar prop del territori de Dholpur. Aprofitant els disturbis que van seguir, Raja Kalyan Singh Bhadauria, del districte d'Etawah al que després foren les Províncies Unides d'Agra i Oudh, es va apoderar de Dholpur i els bhadàuries la van conservar sense oposició fins al 1761 quan Jat Raja Suraj Mal de Bharatpur, després de la batalla de Panipat, va dominar entre Agra i el territori del Chambal.
Durant els següents 45 anys el país va canviar almenys cinc vegades de mans fins que el 1775 les possessions de Bharatpur, incloent Dholpur, van caure en mans de Mirza Najaf Khan, a la mort del qual el 1782, els dominis van passar a Sindhia.
En esclatar la Guerra Mahrata el 1803, els britànics van ocupar Dholpur que d'acord amb el tractat de Sarji Anjangaon van entregar al governant de Gwalior; el 1805, després d'un nou acord amb Daulat Rao Sindhia, fou recuperada pels britànics que el 1806 van unir els districtes de Dholpur, Bari i Rajakhera amb la taluka de Sir Muttra, i van constituir l'estat de Dholpur, que fou cedit a maharaj rana Kirat Singh, maharajà de Gohad, a canvi d'aquest principat, el qual fou entregat a Sindhia.
La família regnant de Dholpur són jats del clan bamraòlia, nom que deriva de Bamraoli, prop d'Agra, on la dinastia hauria tingut possessions vers 1195. Els bamraòlia es van posar al costat dels rajputs contra els musulmans i van rebre el territori de Gohad el 1505 amb el títol de rana; el 1761, derrotats els marathes a Panipat, Rana Bhim Singh va ocupar Gwalior però fou recuperat per Sindhia el 1777; Warren Hastings, per formar una barrera contra els marathes, va fer un tractat amb el rana el 1779, i forces de Gohad i britàniques van reconquerir Gwalior. El 1781 un tractat entre britànics i Sindhia reconeixia la sobirania del territori de Gohad, però després del tractat de Salbai del 1782, el rana fou acusat de traïció i fou abandonat pels britànics, i Sindhia es va apoderar de Gohad i Gwalior.
El rana va romandre exiliat fins que la política de Lord Wellesley contra els marathes el va portar altre cop (1804) al poder a Gohad i alguns districtes annexes. El 1805 Gohad fou transferit a Sindhia i el rana va rebre Dholpur en compensació amb títol de maharaj rana.
Kirat Singh va governar fins al 1836 i el va succeir el seu fill Bhagwant Singh, que fou lleial als britànics en la revolta del 1857. Va morir el 1873 i el va succeir el seu net Nihal Singh, que es va destacar a la campanya de Tirah amb els britànics. A la seva mort el 1901 i la successió va recaure en el seu primogènit Ram Singh de 18 anys que va rebre plens poders el 1905. La salutació era de 15 canonades. Va morir jove (28 anys) el 2 d'avril de 1911.
Udaibah Singh, oncle del difunt, de 18 anys, fou proclamat maharaj rana. El 1947, amb la independència de l'Índia, va integrar la Unió de Matsya formalitzada el 18 de març de 1948. Aquesta unió es va fusionar al Gran Rajasthan el 15 de maig de 1949 i es va formar l'estat de Rajasthan.

## Governants
- Khirat Singh 1806-1836
- Pohap Singh 1836
- Bhgawant Singh 1836-1873
- Nihal Singh 1873-1901
- Ram Singh 1901-1911
- Udaibhan Singh 1911-1954

## Arqueologia
A l'esquera del Chambar hi ha les restes d'un vell fort fundat el 1540 amb el nom de Shergah pel sultà Sher Shah. A la vora de la capital hi ha algunes tombes dels segles xvi i xvii; i a 5 km de Bari hi ha un palau construït el 1617 per Shah Djahan.

## Possessió de la terra
La terra és de dues classes, la khalsa, sota l'autoritat directe del maharajà i amb la recaptació per l'estat, i la concedida a particulars o temples, sota els noms de tankedari, jagir o muafi. Els dos estats tankedari, Sir Muttra i Rijhaoni, pagaven una renda de 21700 rúpies i havien de fer alguns serveis; les terres en sistema jagir pagaven renda però estaven excloses de serveis, i eren concedides de manera hereditària i tornaven al maharajà si el posseïdor moria sense mascles o si era acusat d'alguna ofensa. Les muafi eren concedides a institucions religioses o parents del maharajà, a canvi d'una renda; de les concedides a individuals algunes ho eren vitalíciament i altres perpètuament fins extinció de la línia; les concedides als temples eren perpetues excepte en casos d'ofenses greus. A les khalsa els zamindari (arrendataris) no posseïen la terra, només la cultivaven i pagaven la renda, el que de fet els assimilava a uns recaptadors; els zamindars al seu torn concedien contractes d'arrendament per entre 1 i 3 anys.

## Educació i sanitat
L'analfabetisme era del 98,6% (97,4% entre els homes i 98,90% entre les dones). L'estat disposava de set escoles i 20 col·legis privats.
L'estat tenia només un únic hospital i tres dispensaris (incloent el de la presó).

## Escut i bandera
L'escut estava format per dos camps, al superior dues torres daurades i entre ambdues una espasa de plata amb puny daurat; a l'inferior, daurat, un hanuman corrent portant a la mà dreta una muntanya sagrada i a l'esquerra una maça, tot de plata; sobre l'escut elm (model indi) daurat amb llambrequins blaus i daurats i sobre corona amb cap de lleo tot daurat; l'escut està aguantat per dos guerrers jats, el de la dreta amb vestit de plata i or i el de l'esquerra en blau, or i plata; els elms de plata i or; ambdós guerrers porten una espasa de plata amb puny d'or. Al peu una cinta daurada amb inscripció en blau en lletres sànscrites: "mitr mitr amitr amitr" ("un amic a un amic, un enemic a un enemic"). L'escut reial no té elm sinó una corona amb un lleó sobre, i la cinta està aguantada per elements daurats. Una representació de l'escut és a: «l'arxiu d'Internet». Arxivat de l'original el 2011-01-02. [Consulta: 27 maig 2008].
Tant la bandera d'estat com l'estendard reial era rectangular blau sobre groc. La bandera ja s'utilitzava a Gohad el 1780 i fou establerta com a bandera de l'estat de Dholpur quan fou creat el 1806 i va estar en ús almenys fins al 1949.